# Yendegaia Airport
Yendegaia Airport är en flygplats i Chile. Den ligger i den södra delen av landet, 2 400 km söder om huvudstaden Santiago de Chile. Yendegaia Airport ligger 6 meter över havet.
Terrängen runt Yendegaia Airport är huvudsakligen bergig, men den allra närmaste omgivningen är kuperad. En vik av havet är nära Yendegaia Airport åt sydost. Trakten är glest befolkad.
I omgivningarna runt Yendegaia Airport växer i huvudsak blandskog.